# 國光幫幫忙
《國光幫幫忙》（英語：The Gang of Kuo Kuan）是台灣三立電視的一档綜藝談話性節目。初始主持群為孫鵬、屈中恆、庹宗康等三人，經過兩次大改版後，末任主持群為庹宗康、張立東、風田、李玖哲、阿樂、阿倉、馬力歐以及無尊。由於收視率下滑以及2019冠狀病毒病臺灣疫情導致的製作困難等問題，製作方宣布節目將於2021年6月17日最後一集存檔播畢後結束。

## 概要
節目名稱「國光幫」源於初期三位主持人（孫鵬、屈中恆、庹宗康）均畢業於國光藝校（現國立臺灣戲曲學院）。2005年起由三立都會台播出，2005年4月25日至2013年2月1日製作單位為精彩製作（金星娛樂關係企業），2005年4月25日至2013年2月1日監製為王偉忠、詹仁雄，製作人為湯宗霖。2013年2月4日後節目由三立電視收回製作，製作人為湯宗霖、楊致遠。2015年5月25日起三立電視從監製改為與好看娛樂共同製作。
2006年12月25日至2007年3月26日因庹宗康與屈中恆捲入吸毒案暫時告假，改由孫鵬與太太狄鶯代班主持，當時曾暫改節目名稱為《國光幫幫忙之大嫂來了》。
2017年6月20日進行首次大改版，節目名稱更改為《國光幫幫忙之大哥是對的》，加入阿翔、張立東、楊昇達三位年輕主持人，並將新老兩代主持人定位成大哥與小弟的關係。每集節目開頭會由數位或是全體主持人演出一小段情境劇，藉此帶出當集主題。2018年3月，孫鵬因為家庭原因長期告假，直到隔年3月才回歸；2019年6月，阿翔因私人因素無限期告假。2019年底，孫鵬、屈中恆、楊昇達三位主持人陸續因為個人生涯規劃等因素請辭，同年11月14日，節目組宣布風田將加入主持，並在12月4日正式公告更改主持群為庹宗康、張立東、風田，同時節目型態也不再是大哥與小弟的關係，而是改為每一集依照節目主題設置不一樣的角色。
2021年3月25日再次進行大改版，更名為《國光幫幫忙之上課嘜亂來》，除原有三位主持人，再加入李玖哲、阿樂、阿倉、馬力歐以及無尊等五位助理主持。改版播出後，因為布景與節目流程過度相似，遭觀眾質疑內容抄襲韓國JTBC綜藝節目《認識的哥哥》。
2021年7月27日，三立電視節目部資深副總經理王淑娟證實《國光幫幫忙》將停播，並表示：「《國光幫幫忙》一共製播15年、3389集，三立非常謝謝團隊的付出，未來我們也會有更多新的合作」。由於節目因2019冠狀病毒病臺灣疫情已停錄一段時間，三立已無存檔，原時段將先重播舊有集數，等待規劃新節目。
2024年9月14日，庹宗康接受聯合新聞網專訪時說，《國光幫幫忙》停播後，有一天他遇到吳宗憲，吳宗憲問他「你做了16年的節目結束了，都還好吧？」，他淡定答「還好啊，就結束啦」。庹宗康說，他在演藝圈待了三十幾年，沒有一個節目會做到他死掉為止，「我能做一個16年的節目，已經是我的福份了」。

## 節目演變
- 2005年至2013年上半年，節目內容偏向綜合主題。
- 2013年下半年至今，談論均偏向討論女性的主題。製作人湯宗霖認為「網路是分眾時代，我們討論的主題經常激怒女性觀眾；只要女性觀眾生氣了，就表示我們打到點了，所以觀眾才會有反應」。[9]但節目內容常被認為物化女性[10]，並遭國家通訊傳播委員會（NCC）重罰[11]。
- 2006年12月25日至2007年3月26日因庹宗康與屈中恆捲入吸毒案暫時告假，改由孫鵬與太太狄鶯代班主持，當時節目進行改版，並更名為《國光幫幫忙之大嫂來了》[12]。
- 2017年6月20日進行首次大改版，並更名為《國光幫幫忙之大哥是對的》（共播出805集）。
- 2021年3月25日再次進行大改版，更名為《國光幫幫忙之上課嘜亂來》。

## 歷任主持人

### 主持人
| 姓名   | 主持期間                    | 備註         |
| ------ | --------------------------- | ------------ |
| 庹宗康 | 2005年4月25日-2021年6月17日 | 飾演：郝帥   |
| 張立東 | 2017年6月20日-2021年6月17日 | 飾演：很愁   |
| 風田   | 2019年12月4日-2021年6月17日 | 飾演：千金殺 |

### 助理主持
| 姓名   | 主持期間                    | 備註         |
| ------ | --------------------------- | ------------ |
| 馬力歐 | 2021年3月25日-2021年6月17日 | 飾演：軟男   |
| 李玖哲 | 2021年3月25日-2021年6月17日 | 飾演：九折   |
| 阿倉   | 2021年3月25日-2021年6月17日 | 飾演：倉伯   |
| 阿樂   | 2021年3月25日-2021年6月17日 | 飾演：林好棒 |
| 無尊   | 2021年3月25日-2021年6月17日 | 飾演：無齦   |

### 歷任主持
| 姓名   | 主持期間                     | 備註                                 |
| ------ | ---------------------------- | ------------------------------------ |
| 孫鵬   | 2005年4月25日-2019年11月14日 | 2018年3月至2019年3月間因家庭因素告假 |
| 屈中恆 | 2005年4月25日-2019年11月14日 |                                      |
| 阿翔   | 2017年6月20日-2019年6月8日   |                                      |
| 楊昇達 | 2017年6月20日-2019年11月14日 |                                      |

### 代班主持
| 姓名 | 主持期間                     | 備註                                               |
| ---- | ---------------------------- | -------------------------------------------------- |
| 狄鶯 | 2006年12月25日-2007年3月26日 | 因庹宗康、屈中恆因捲入吸毒案暫時告假，改由狄鶯代班 |

## 節目名稱異動與冠名贊助商
- 2006年12月25日至2007年3月26日因庹宗康與屈中恆捲入吸毒案暫時告假，改由孫鵬與太太狄鶯代班主持，當時曾暫改節目名稱為《國光幫幫忙之大嫂來了》[12]。
- 2013年11月7日由紅薑黃先生冠名贊助，節目名稱短暫更名為《紅薑黃先生國光幫幫忙》，2014年3月31日冠名贊助期滿，改回原名。
- 2015年12月24日播出期間，獲得網路電視營運商麥卡貝冠名贊助，節目名稱更名為《麥卡貝國光幫幫忙》。
- 2016年4月11日至5月10日播出期間，獲得深浦斑龍丸冠名贊助，節目名稱更名為《國光幫幫忙深浦斑龍丸》。
- 2017年1月25日至2月16日播出期間，獲得由台灣與澳門合作的博彩遊戲品牌鑽石角子冠名贊助，節目名稱更名為《國光幫幫忙鑽石角子》，2017年6月20日再次獲得麥卡貝贊助，同時節目也全新改版，節目加入阿翔、張立東、楊昇達三人，並更名為《麥卡貝國光幫幫忙之大哥是對的》。
- 2018年1月8日至6月14日，獲得Footer除臭襪冠名贊助，1月8日至1月31日更名為《國光幫幫忙之大哥是對的Footer除臭襪除臭博士》，2月1日至6月14日更名為《國光幫幫忙之大哥是對的Footer除臭襪》，2018年6月18日冠名贊助期滿，改回原名。
- 2021年1月5日，獲得FORA福爾額溫槍冠名贊助，節目名稱更名為《國光幫幫忙之大哥是對的FORA福爾額溫槍》。同年3月25日，節目第二次大改版，但仍由爾額溫槍冠名贊助，因此名稱變更為《國光幫幫忙之上課嘜亂來FORA福爾額溫槍》。

## 播出時間

### 首播
| 頻道       | 所在地   | 播放日期                    | 播出時間                 | 備註                   |
| ---------- | -------- | --------------------------- | ------------------------ | ---------------------- |
| 三立都會台 | 中華民國 | 2005年4月25日-2021年6月17日 | 每週一至週四23:00－24:00 | （三立國際台同步播出） |
| 三立戲劇台 | 中華民國 | 2013年6月3日－2018年3月2日  | 每週一至週四23:00－24:00 | （三立國際台同步播出） |
| 三立綜合台 | 中華民國 | 2018年3月5日-2021年6月17日  | 每週一至週四23:00－24:00 | （三立國際台同步播出） |

### 重播
| 頻道       | 所在地   | 播放日期 | 播出時間               | 備註 |
| ---------- | -------- | -------- | ---------------------- | ---- |
| 三立國際台 | 中華民國 |          | 週二至週六06:00－07:00 |      |

## 獎項紀錄

### 金鐘獎
| 年份   | 獲提名     | 獎項                   | 結果 |
| ------ | ---------- | ---------------------- | ---- |
| 2006年 | 國光幫幫忙 | 第41屆金鐘獎綜藝節目獎 | 入圍 |

## 外部連結
- 國光幫幫忙的新浪微博
- YouTube上的國光幫幫忙頻道
- 國光女神 （页面存档备份，存于）粉絲團的Facebook專頁

## 作品的變遷
| 臺灣 三立都會台 每週一至週四23:00-00:00    | 臺灣 三立都會台 每週一至週四23:00-00:00     | 臺灣 三立都會台 每週一至週四23:00-00:00 |
| ------------------------------------------ | ------------------------------------------- | --------------------------------------- |
|                                            | 國光幫幫忙 （2005年4月25日－2021年6月17日） |                                         |
| —                                          | （新戲劇線）                                |                                         |
| 臺灣 三立戲劇台 每週一至週四23:00-00:00    |                                             |                                         |
| （全新綜藝線）                             | 國光幫幫忙 （2013年6月3日－2018年3月2日）   | 愛台客（2018年3月5日- 至今）            |
| 臺灣 三立綜合台 每週一至週四23:00 - 00:00  |                                             |                                         |
| 新台灣加油 （2017年7月31日－2018年3月2日） | 國光幫幫忙 （2018年3月5日- 2021年6月17日）  | —                                       |